# Sherlock Holmes (película de 2009)
Sherlock Holmes es una película del año 2009 dirigida por Guy Ritchie y protagonizada por Robert Downey Jr. y Jude Law. Su segunda parte es Sherlock Holmes: Juego de sombras (2011). Está basada en el personaje original de Sir Arthur Conan Doyle.
En la película, Sherlock Holmes (Robert Downey Jr.) y el doctor Watson (Jude Law) investigan, junto a la ladrona Irene Adler (Rachel McAdams), una serie de extrañas desapariciones que parecen ser la consecuencia de una conspiración. La película fue estrenada el 25 de diciembre de 2009 en Estados Unidos y recibió críticas generalmente positivas: en Rotten Tomatoes posee una aprobación de 70% y en IMDb 7.6/10.

## Argumento
Londres, 1891; el detective Sherlock Holmes (Robert Downey Jr.) y su socio y compañero el Dr. John Watson (Jude Law) corren para evitar el asesinato ritual de una mujer por Lord Henry Blackwood (Mark Strong), que ha matado a otras cinco mujeres jóvenes de forma similar. Ellos detienen el ritual antes de que el Inspector Lestrade (Eddie Marsan) y la policía llegasen a detener a Blackwood.
Tres meses después, el comportamiento excéntrico de Holmes molesta a Watson una vez más. Mientras disfruta de sus aventuras juntos, Watson espera casarse con Mary Morstan (Kelly Reilly) y dejar 221B Baker Street. Mientras tanto, Blackwood ha sido condenado a muerte y pide ver a Holmes en la cárcel, donde le advierte que tres muertes más sucederán y causarán grandes cambios en el mundo. Blackwood es ahorcado y posteriormente declarado muerto por Watson. Tres días más tarde, Holmes recibe la visita de Irene Adler (Rachel McAdams), una ladrona profesional y su antigua adversaria, que le pide que encuentre a un hombre desaparecido llamado Luke Reordan. Después de su partida, Holmes la sigue mientras se reúne con su jefe secreto, oculto en las sombras de su carruaje. El hombre oculto indica que Reordan es la clave para los planes de Blackwood. Holmes sólo se entera de que el hombre es un profesor y que intimida a Adler.
La tumba de Blackwood es destruida desde dentro hacia fuera, Reordan es encontrado muerto dentro del ataúd, y los avistamientos de Blackwood vivo, que ha dejado un sepulturero en estado de shock, causa pánico entre la población. Tras una serie de pistas del cuerpo, Holmes y Watson encuentran la casa de Reordan y descubren los experimentos tratando de combinar la ciencia con la magia. Después de sobrevivir a una batalla con los hombres de Blackwood, Holmes es llevado al Templo de las cuatro órdenes, una organización mágico-secreto. Los líderes – El presidente del Tribunal Supremo Thomas Rotheram (James Fox), el embajador de EE.UU. Standish (William Hope), y el secretario del Interior Coward (Hans Matheson) – piden a Holmes detener a Blackwood, un exmiembro de la sociedad. Holmes deduce, por similitudes físicas que Sir Thomas es el padre de Blackwood.
Mientras Standish se reúne con el Parlamento, el embajador se combustiona y se incendia aparentemente por arte de magia. Standish salta por la ventana, muriendo en la caída y en el incendio. Esa noche, Sir Thomas se está bañando cuando una "magia" hace que no se pueda mover, que la canilla rebalse la bañera y que Rotheram se ahogue.
Sir Thomas y Standish han sido asesinados por medios aparentemente sobrenaturales de Blackwood, lo que le permite controlar la orden. Blackwood planea derrocar al gobierno británico, y luego conquistar los Estados Unidos y el mundo. Blackwood atrae a Holmes a un almacén donde se encuentra con Irene, encadenada a un gancho, amordazada, y en dirección a una sierra, a pesar de que la salva a tiempo. Sin embargo, Watson, tratando de perseguir a Blackwood, es gravemente herido cuando unos barriles fuera del almacén explotan. Lord Coward trabajando en secreto con Blackwood, emite una orden de arresto contra Holmes.
Holmes se esconde y estudiando los rituales de Blackwood, concluye que el próximo objetivo es el Parlamento. Holmes engaña a Coward y este revela que el plan es matar a los miembros del parlamento. Holmes, Adler y Watson descubren una máquina por debajo del Palacio de Westminster, sobre la base de experimentos de Reordan, diseñada para liberar un gas de cianuro en las cámaras del Parlamento, matando a todos, excepto a Blackwood y sus partidarios. Blackwood entra en el Parlamento y anuncia que pronto todos, menos sus seguidores, van a morir. Mientras Holmes y Watson pelean contra los hombres de Blackwood, Adler elimina los contenedores de cianuro de la máquina y huye, perseguida por Holmes. Blackwood y Coward se dan cuenta de que su plan ha fracasado, Coward es capturado, pero Blackwood logra escapar. Holmes se enfrenta a Adler en la parte superior del Puente de la Torre incompleto, pero es interrumpido por Blackwood que queda colgando sobre el Támesis con cadenas, tras una pelea con Holmes, mientras que este explica los trucos técnicos detrás de la supuesta magia de Blackwood: iba a usar gas para asesinar a los del Parlamento y químicos para combustionar a Standish e intentar matar a Watson con los barriles, y una droga para debilitar a Sir Thomas para que no saliera de la bañera mientras lo ahogaba. En su lucha, Blackwood, con las cadenas enredadas en su cuello, cae del puente y muere ahorcado.
Adler explica que su jefe es el profesor Moriarty, advirtiendo de que Moriarty es tan inteligente como Holmes, pero mucho más vil. Cuando Watson deja 221B, la policía le informa a él y a Holmes que un oficial fue encontrado muerto cerca del dispositivo de Blackwood. Moriarty usó los enfrentamientos con Adler y Blackwood como una distracción, mientras que tomaba un componente clave, sobre la base de una nueva ciencia de radio, de la máquina. Holmes mira hacia un nuevo caso y nuevo adversario.

## Reparto
- Robert Downey Jr. como Sherlock Holmes: Detective.
- Jude Law como el Dr. Watson: Es el mejor amigo de Holmes y su aliado, cirujano y veterano de guerra.
- Rachel McAdams como Irene Adler: una mujer fatal de Nueva Jersey que una vez venció a Holmes, que gana a regañadientes su respeto y que mantiene una tempestuosa relación con el detective.
- Mark Strong como Lord Blackwood: El villano de la película. Un aristócrata que comete asesinatos en serie y supuestamente posee habilidades sobrenaturales que causan terror a quienes le rodean. Es líder y miembro de una organización con el fin de tomar el poder.
- Kelly Reilly como Mary Morstan: La prometida de Watson, con quien desea irse a vivir, causando un conflicto con Holmes.
- Eddie Marsan como el inspector Lestrade: Jefe de la policía de Londres.
- Hans Matheson como Lord Coward.
- James Fox como Sir Thomas.
- Robert Stone como el boxeador.
- William Hope como John Standish.
- David Garrick como McMurdo.
- William Houston como el alguacil Clark.
- Robert Maillet como Dredger.
- Terry Taplin como el jardinero.

## Premios

### Óscar
| Año  | Categoría                 | Actor o Actriz                | Resultado |
| ---- | ------------------------- | ----------------------------- | --------- |
| 2009 | Mejor Dirección Artística | Sarah Greenwood Katie Spencer | Candidato |
| 2009 | Mejor Banda Sonora        | Hans Zimmer                   | Candidato |

### Globos de Oro
| Año  | Categoría                       | Actor o Actriz    | Resultado |
| ---- | ------------------------------- | ----------------- | --------- |
| 2009 | Mejor Actor - Comedia o Musical | Robert Downey Jr. | Ganador   |